# Ischyja inferna
Ischyja inferna är en fjärilsart som beskrevs av Swinhoe 1902. Ischyja inferna ingår i släktet Ischyja och familjen nattflyn. Inga underarter finns listade i Catalogue of Life.